# RO-RO船

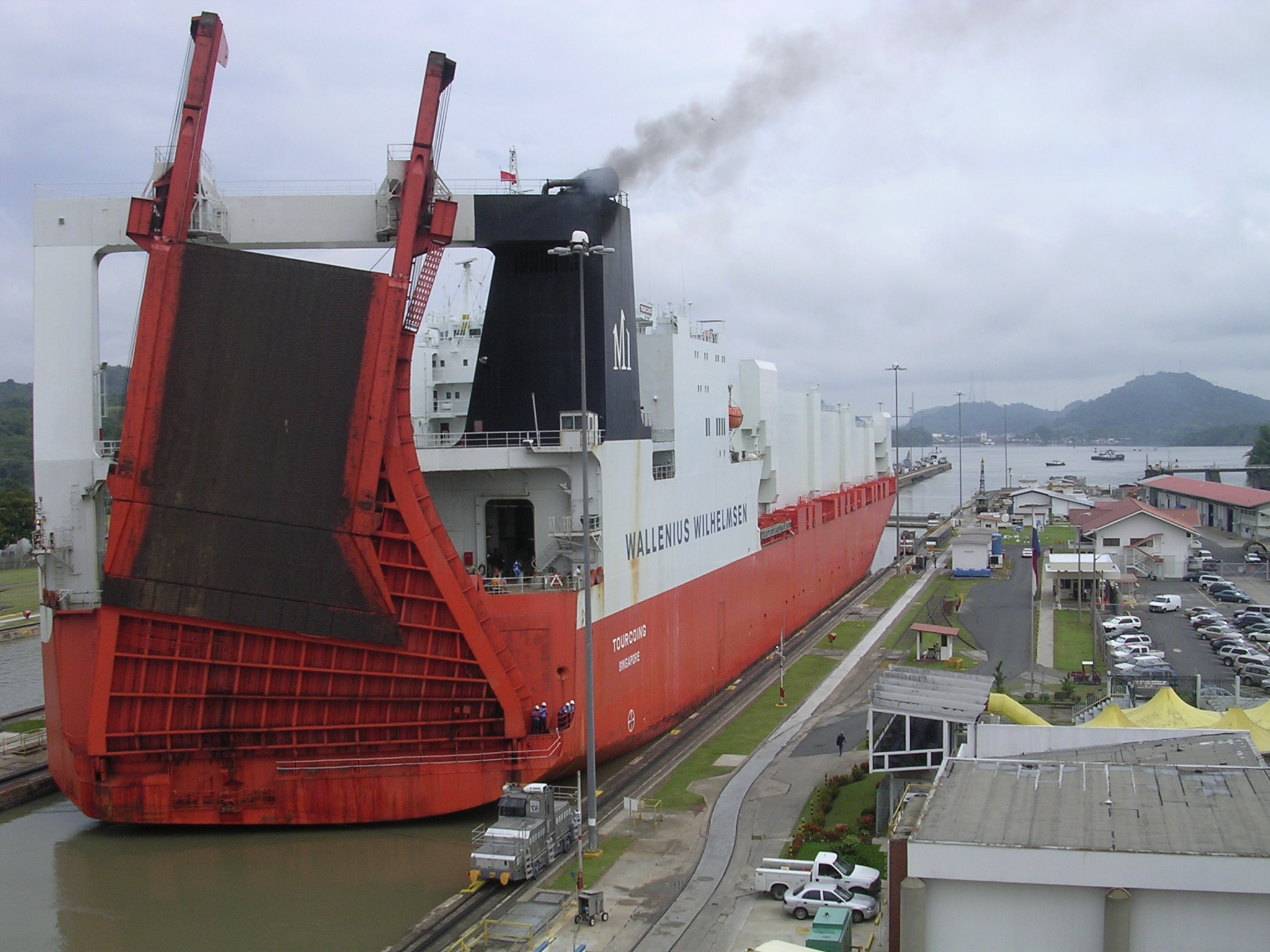
パナマ運河を航行するRO-RO船。航行時はランプウェイを上げている

RO-RO船（ローローせん、英: roll-on/roll-off ship）は、フェリーのようにランプを備え、トレーラーなどの車両を収納する車両甲板を持つ貨物船のことである。
車両甲板のおかげで搭載される車両はクレーンなどに頼らず自走で搭載/揚陸できる。対義語はLO-LO船（ロ・ロせん、英: Lift-on/lift-off）。

## 歴史
貨物船は在来船とよばれるクレーン付、多層船倉の汎用貨物船しかなく、木箱に入れた貨物を数箱ネットに載せて、船搭載のクレーン（本船ギアという）で船倉に運び入れ、船倉内で人力で積みつけ、かつ固定も必要であったので、荷役には莫大な人手が必要で、時間もかかった。
第二次世界大戦後、コンテナ船の出現によって荷役は飛躍的に簡便になったばかりか、海上コンテナをそのままトレーラーに積んで、ドア・ツー・ドアの“海陸一貫輸送”も可能になった。しかし、コンテナ船の荷揚げ荷卸しができるコンテナ埠頭を整備するにはガントリークレーンの設置など多額の投資が必要で、当初は日本でも横浜・神戸など需要の多い大港湾しか整備できなかった。
そうした状況の中、RO-RO船は岸壁とトラクター（トレーラーヘッド）さえあれば、クレーンが未整備の小港湾でも荷役が可能であり、車体ヘッド、船内のスロープ等でデッドスペースが発生する欠点はあるものの、コンテナよりさらに迅速な荷役が可能であるため、コンテナ船寄港地から地方港湾までの国際貨物の末端輸送手段、または国内貨物輸送の有用な手段として脚光を浴びた。21世紀初頭の現在、日本国内で海上輸送される貨物のほとんどは、RO-RO船、又はフェリーで運ばれている。
さらに、近年は日本・韓国間などの近距離国際海運においても、トレーラー輸送のための国際間の法整備がされたこともあり、農作物輸送などでRO-RO船による定期航路が開設されるようになった。
軍事部門では、冷戦時代にソビエト連邦軍の侵攻に備えていたアメリカ軍が、戦車などを欧州各地へ迅速に輸送するため、RO-RO形式の輸送艦T-AKRを多数配備しており、現在も健在である。

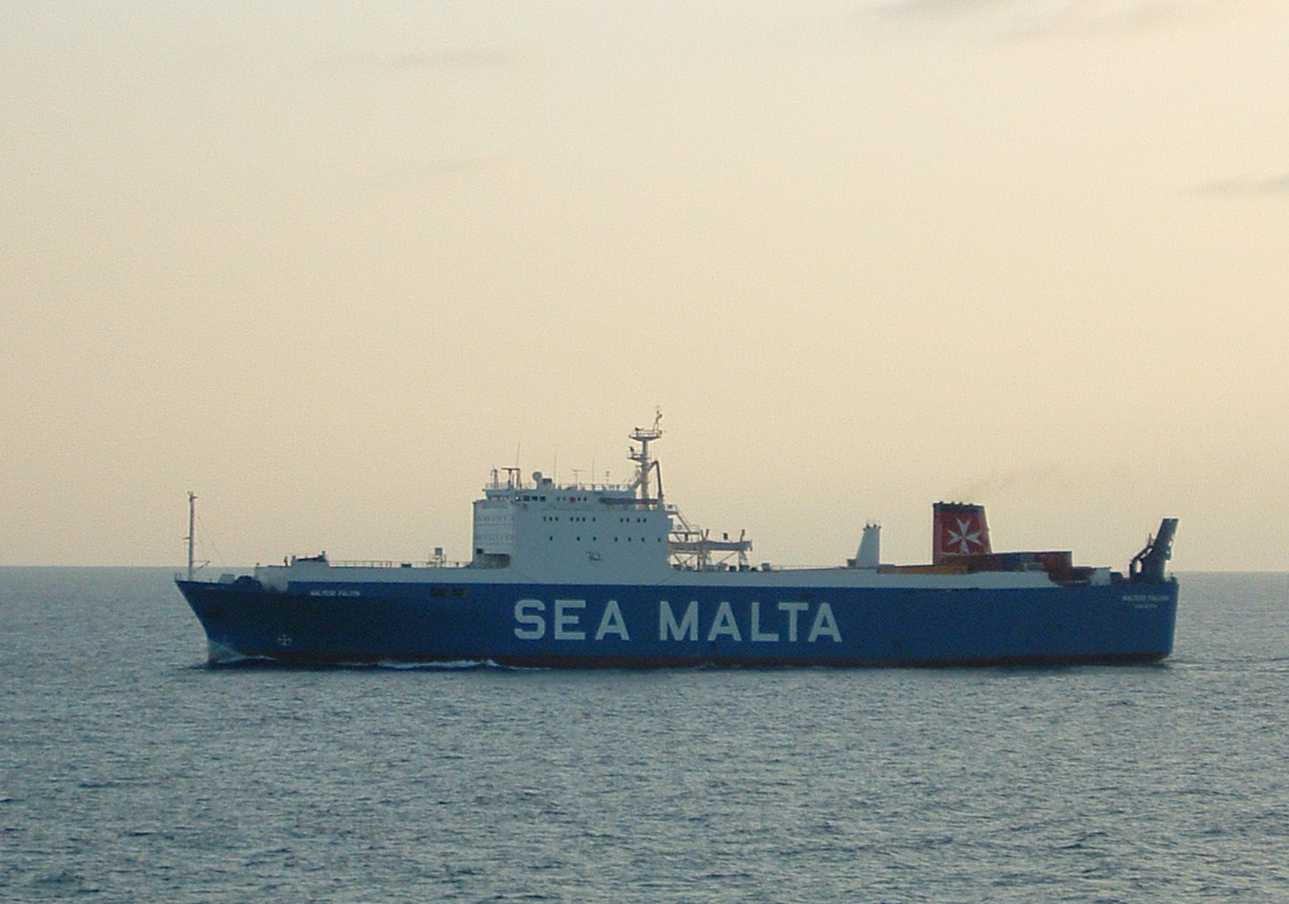
RO-RO船
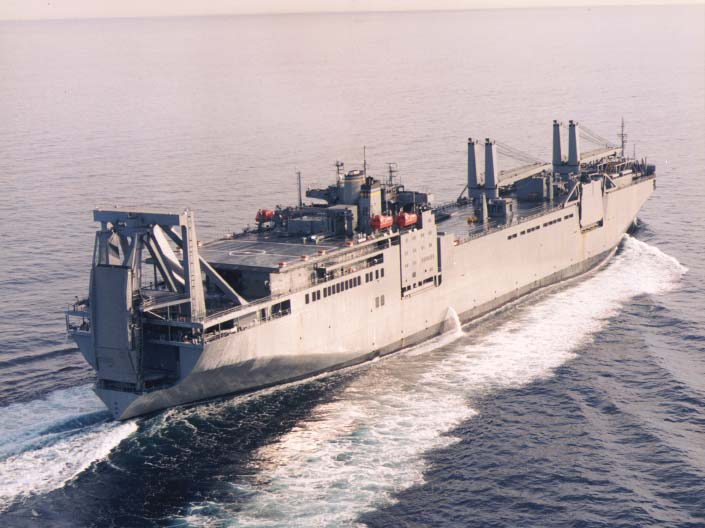
シュガート級車両貨物輸送艦 ヤノ USNS Yano (T-AKR-297)
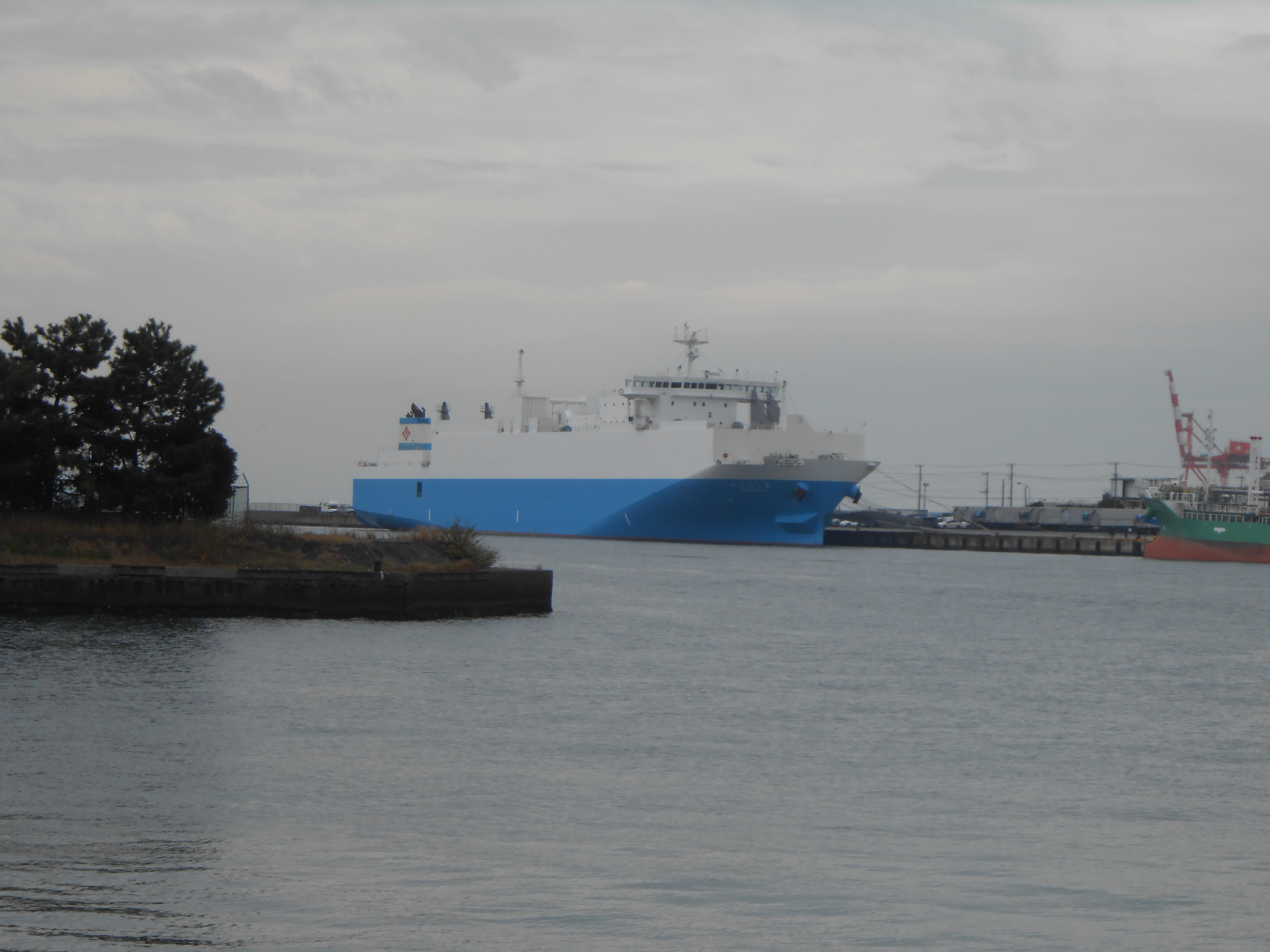
千葉港に停泊する第三はる丸（大王海運）

## 構造

### ランプウェイ

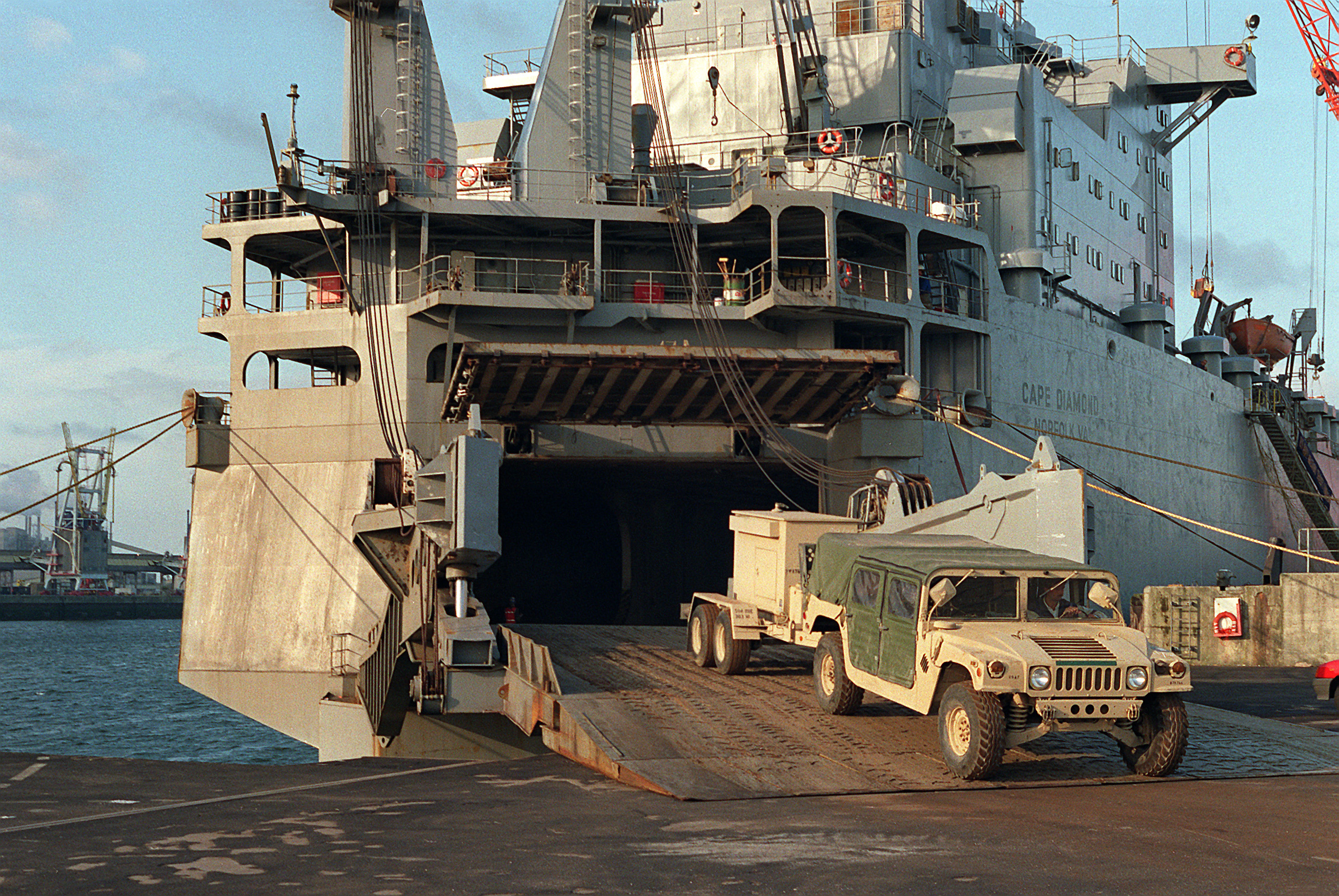
軍用RO-RO船ケープ・ダイヤモンド号(T-AKR-5055)のランプウェイから岸壁に降りるハンヴィー車

多くが船尾及び船首に跳ね橋構造のランプウェイを備えているが、特定の航路に就役していて岸壁側に斜路が備わっている場合はランプウェーを持たないRO-RO船もある。大型のRO-RO船ではクォーター・ランプウェイと呼ばれるものが右舷船尾にあるのが普通で、このため接岸は常に右舷付けとなる。大きなクォーター・ランプウェイでは40フィートコンテナを積んだトレーラーが他の荷物を積んだフォークリフトと斜路上で行き合えるように船尾側で幅25m、岸壁側で幅12mのものがある。

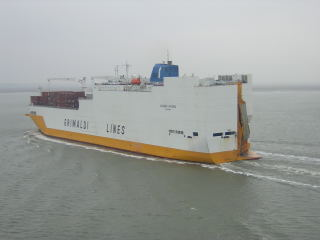
航行時
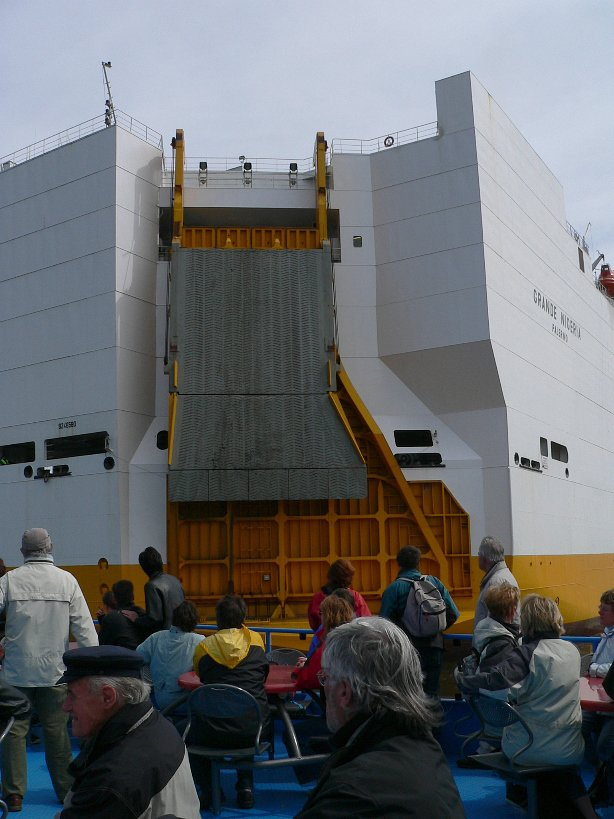
ランプウェイ部
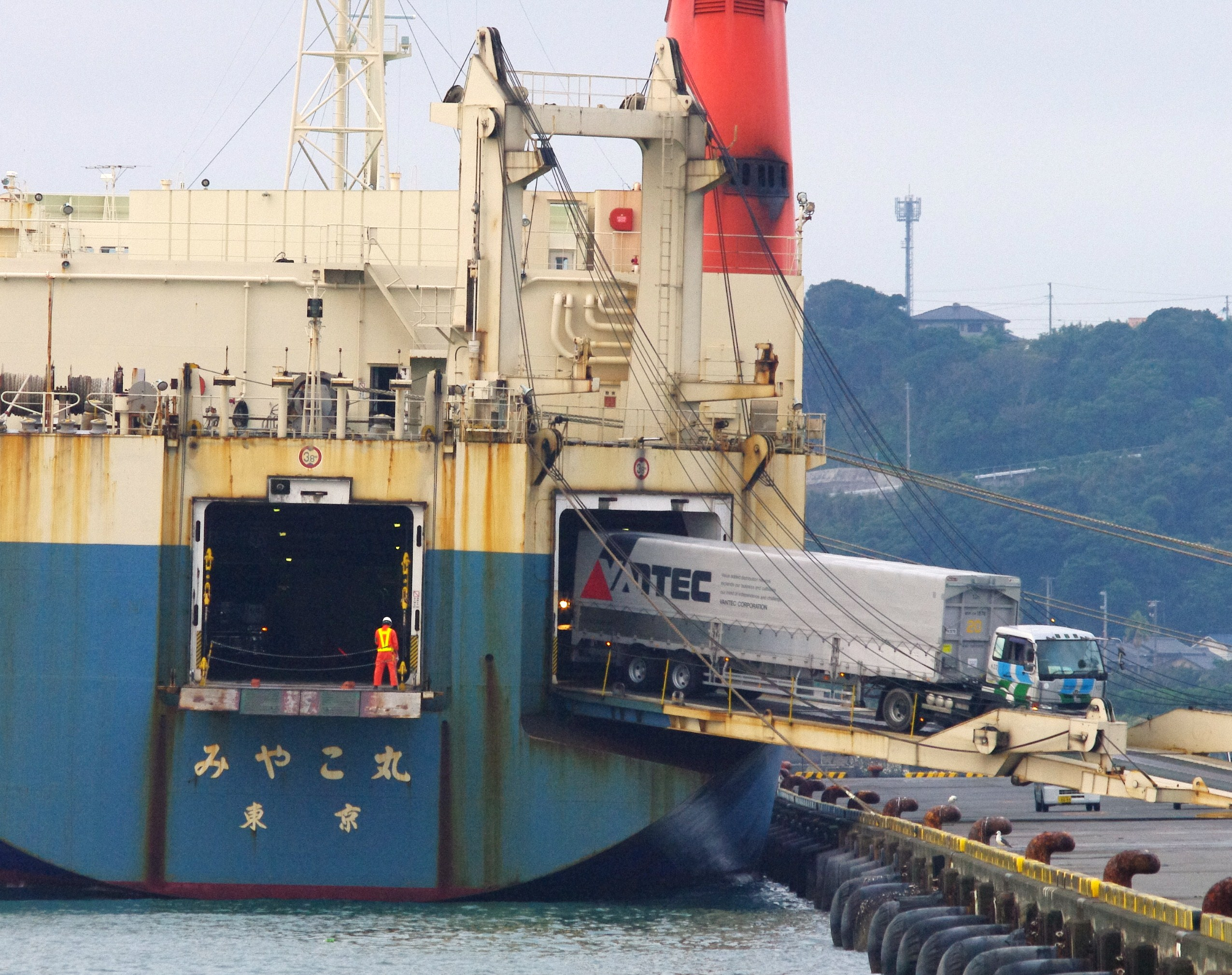
御前崎港にて船尾ランプウェイ部からドレージ作業中のみやこ丸

### 広い艙内

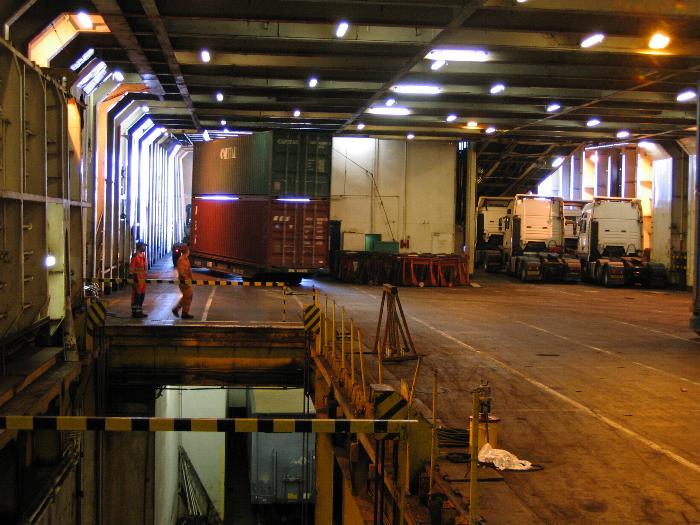
RO-RO船の内部。トレーラーヘッドやコンテナが積載されている

車両デッキは一般的に2 - 5層程度設けられており、上部デッキは大型トラックやトレーラーに対応するため高さが4.2 - 4.3 m程度確保されている。下部デッキは高さを2.1 - 2.5 mほどとし、トレーラーと乗用車の混載、または乗用車専用の位置付けであることが多い。荷役は下部デッキ（2層の場合。3 - 5層船は主に上から2層目）から行い、船内ランプウェイで各デッキへ移動する方法が一般的だが、中には上部デッキ、下部デッキに1基ずつランプウェイを装備し、荷役を独立して行える（積み下ろしが同時にできる）ようにした船も存在する。
デッキ内部は車輌の走行の利便性を配慮して横隔壁を極端に少なくしており、浸水時には短時間で浮力を失う危険が高い。一部のRO-RO船では二重船殻構造によって外板との間にバラストタンクを設け、安全性に配慮しているものもある。
RO-RO船の積載能力は、12 mシャーシ○○台、乗用車○○台というように車両積載台数で表されるが、これはあくまで積載能力の一例であり、9 mシャーシや中型トラック等を混載した場合には当然積載台数は変化する。

### 中速回転ディーゼル
船艙への出入りに後部ランプウェーを備える標準的なRO-RO船では、船内配置上、機関室の上を車輌が通過するため、エンジンには比較的背の低い中速回転ディーゼルエンジンが搭載されていることが多い。

## 荷役
トレーラーで船内へと運ばれたコンテナの積載方法は2通りある。正しい位置まで自走してきたトレーラーが、トレーラーヘッドと呼ばれるトラクター部分から後部のシャーシに積まれたコンテナ部分を切り離して、トレーラーヘッドだけが船外へ降りる方法と、船内でシャーシからコンテナを卸して所定の場所に積付け、シャーシとトレーラーヘッドが船外へ降りる方法がある。後者の積付け直す方法は、手間と時間がかかるが積載効率が上がる。
トレーラーヘッドを含めた車輌全体が船で運ばれることもあるが、外航海運では相手先国の道路交通の国内法がトレーラーの自走を制限する場合があるため、場所をとるトレーラーヘッドは一緒に運ばれることは少ない。
RO-RO船でも全ての荷役をRO-RO方式で行なうとは限らず、甲板上にコンテナを搭載する場合にはLO-LO方式で荷役を行なうのが普通である。

## RO-RO船とフェリー

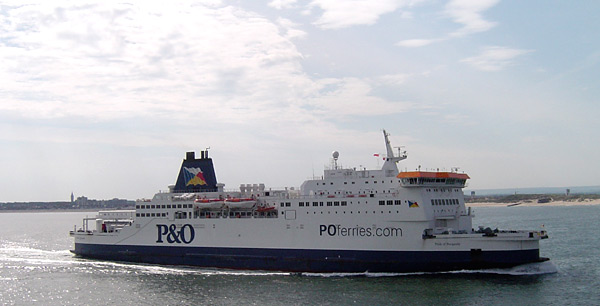
フェリーのプライドオブバーガンディー

RO-RO船は、貨物荷役から発達した形態であり、対するフェリーは、渡船から発達した形態である。発生の由来は異なるが、徐々にフェリーとは構造は似て来ており、近年はRO-RO船とフェリーの区別は曖昧になっている。RO-RO船は広義のフェリーとも言えるが、厳密には、細かな点で違いがある。
RO-RO船はあくまでも貨物船であり、一般の旅客と乗用車の乗船を行わず、基本的にはドライバーのみ13人未満の定員である。また、貨物船であるため、フェリーに比べて保安設備などの規格が緩く、船員数もフェリーに比べて少ない。また、契約した業者の荷役のみを行い、船内への積載はドライバーではなく、乗組員の手で行われる。それに対し、フェリーは一般旅客を受け入れ、契約していない業者のトラックも受け入れている。広い一般旅客区画が設けられている他、保安体制が厳しく定められている。
長距離カーフェリーの場合年間を通しての収益の柱は、トレーラー、トラックの輸送であるケースが多い。この場合旅客船であるカーフェリーは法的規制のためコスト高である。ドライバー抜きでトレーラーのみを運ぶ場合　法的には貨物船であるRO-RO船がずっと経済的である。
このため、長距離カーフェリーは衰退気味でRO-RO船への転換が進みつつある。

## 変形

### ConRO船
RORO船とコンテナ船の両方の機能を持つConRO船がある。上部甲板にはコンテナを、下部甲板にはトレーラーを積むようになっている。

### LMSR
大型中速RO-RO船（Large, Medium-Speed Roll-on/Roll-off）。軍事海上輸送司令部RORO輸送船を指す。軍事目的で建造される場合もあるが、既存船を改装する場合もある。

### RoLo
Roll-on/Lift-off型のハイブリッドな船型で、車両甲板にはスロープがあるが、その他の貨物甲板には潮位が変わった時またはクレーンを使ってしかアクセスできない。

### ROPAX
RO-RO輸送船と旅客輸送のハイブリッド型。厳密には、RO-ROカーデッキと旅客輸送能力の両方を備えたすべてのフェリーがこれに含まれるが、実際には500人以上の旅客を収容できる設備を備えた船はクルーズフェリーと呼ばれることも多い。